# Zapasy na Letnich Igrzyskach Olimpijskich 1996 – kategoria do 68 kg w stylu wolnym
Zmagania mężczyzn do 68 kg to jedna z dziesięciu męskich konkurencji w zapasach w stylu wolnym rozgrywanych podczas Letnich Igrzysk Olimpijskich 1996. Pojedynki w tej kategorii wagowej odbyły się w dniach 30 – 31 lipca.

## Klasyfikacja[1]
| Pozycja | Nazwisko            | Kraj              |
| ------- | ------------------- | ----------------- |
| 1       | Wadim Bogijew       | Rosja             |
| 2       | Townsend Saunders   | Stany Zjednoczone |
| 3       | Zaza Zazirow        | Ukraina           |
| 4       | Yosvany Sánchez     | Kuba              |
| 5       | Arajik Geworkian    | Armenia           |
| 6       | Hwang Chang-ho      | Korea Południowa  |
| 7       | Küllo Kõiv          | Estonia           |
| 8       | Ahmad Al-Aosta      | Syria             |
| 9       | Oleg Gogol          | Białoruś          |
| 10      | Akbar Fallah        | Iran              |
| 11      | János Fórizs        | Węgry             |
| 12      | Craig Roberts       | Kanada            |
| 13      | Arsen Fadzajew      | Uzbekistan        |
| 14      | Elşad Allahverdiyev | Azerbejdżan       |
| 15      | Yüksel Şanlı        | Turcja            |
| 16      | Richard Weiss       | Australia         |
| 17      | Félix Diédhiou      | Senegal           |
| 18      | Paulo Ibire         | Argentyna         |
| .       | Ibo Oziti           | Nigeria           |

## Zasady[2]
- TO — Łopatki
- PP — Na punkty (Pokonany zdobył punkty)
- PO — Na punkty (Pokonany bez punktów)
- ST — Przewaga (10 punktów różnicy, pokonany bez punktów)
- SP — Przewaga (10 punktów różnicy, pokonany zdobył punkty)

## Wyniki

### Runda 1
|                  | Wynik |                     | Punkty |
| 1/16             | 1/16  | 1/16                | 1/16   |
| ---------------- | ----- | ------------------- | ------ |
| Arsen Fadzajew   | 2–2   | Akbar Fallah        | 3–1 PP |
| Zaza Zazirow     | 10–0  | Ibo Oziti           | 4–0 ST |
| Félix Diédhiou   | 0–12  | Küllo Kõiv          | 0–4 TO |
| János Fórizs     | 0–3   | Elşad Allahverdiyev | 0–3 PO |
| Hwang Chang-ho   | 7–0   | Paulo Ibire         | 3–0 PO |
| Yosvany Sánchez  | 1–3   | Oleg Gogol          | 1–3 PP |
| Arajik Geworkian | 9–1   | Ahmad Al-Aosta      | 3–1 PP |
| Yüksel Şanlı     | 1–3   | Townsend Saunders   | 1–3 PP |
| Craig Roberts    | 12–2  | Richard Weiss       | 4–1 SP |
| Wadim Bogijew    |       | Bez walki           |        |

### Runda 2
|                     | Wynik |                  | Punkty |
| 1/8                 | 1/8   | 1/8              | 1/8    |
| ------------------- | ----- | ---------------- | ------ |
| Wadim Bogijew       | 3–1   | Arsen Fadzajew   | 3–1 PP |
| Zaza Zazirow        | 5–0   | Küllo Kõiv       | 3–0 PO |
| Elşad Allahverdiyev | 3–5   | Hwang Chang-ho   | 1–3 PP |
| Oleg Gogol          | 2–3   | Arajik Geworkian | 1–3 PP |
| Townsend Saunders   | 3–1   | Craig Roberts    | 3–1 PP |
| Repasaże            |       |                  |        |
| Akbar Fallah        | 1–0   | Ibo Oziti        | 3–0 PO |
| Félix Diédhiou      | 1–13  | János Fórizs     | 1–4 SP |
| Paulo Ibire         | 0–10  | Yosvany Sánchez  | 0–4 ST |
| Ahmad Al-Aosta      | 4–1   | Yüksel Şanlı     | 3–1 PP |
| Richard Weiss       |       | Bez walki        |        |

### Runda 3
|                   | Wynik |                     | Punkty |
| 1/4               | 1/4   | 1/4                 | 1/4    |
| ----------------- | ----- | ------------------- | ------ |
| Wadim Bogijew     | 6–4   | Zaza Zazirow        | 3–1 PP |
| Hwang Chang-ho    |       | Bez walki           |        |
| Arajik Geworkian  |       | Bez walki           |        |
| Townsend Saunders |       | Bez walki           |        |
| Repasaże          |       |                     |        |
| Richard Weiss     | 0–5   | Akbar Fallah        | 0–3 PO |
| János Fórizs      | 2–6   | Yosvany Sánchez     | 1–3 PP |
| Ahmad Al-Aosta    | 11–9  | Arsen Fadzajew      | 3–1 PP |
| Küllo Kõiv        | 5–1   | Elşad Allahverdiyev | 3–1 PP |
| Oleg Gogol        | 4–0   | Craig Roberts       | 3–0 PO |

### Runda 4
|                  | Wynik    |                   | Punkty   |
| Półfinał         | Półfinał | Półfinał          | Półfinał |
| ---------------- | -------- | ----------------- | -------- |
| Wadim Bogijew    | 3–2      | Hwang Chang-ho    | 3–1 PP   |
| Arajik Geworkian | 0–4      | Townsend Saunders | 0–3 PO   |
| Repasaże         |          |                   |          |
| Akbar Fallah     | 1–3      | Yosvany Sánchez   | 1–3 PP   |
| Ahmad Al-Aosta   | 1–4      | Küllo Kõiv        | 1–3 PP   |
| Oleg Gogol       | 1–6      | Zaza Zazirow      | 1–3 PP   |

### Runda 5
|                 | Wynik    |            | Punkty   |
| Repasaże        | Repasaże | Repasaże   | Repasaże |
| --------------- | -------- | ---------- | -------- |
| Yosvany Sánchez | 6–0      | Küllo Kõiv | 3–0 PO   |
| Zaza Zazirow    |          | Bez walki  |          |

### Runda 6
|                 | Wynik    |                  | Punkty   |
| Repasaże        | Repasaże | Repasaże         | Repasaże |
| --------------- | -------- | ---------------- | -------- |
| Hwang Chang-ho  | 0–7      | Zaza Zazirow     | 0–4 TO   |
| Yosvany Sánchez | 8–4      | Arajik Geworkian | 3–1 PP   |

### Finały[12]
|                  | Wynik            |                   | Punkty           |
| O siódme miejsce | O siódme miejsce | O siódme miejsce  | O siódme miejsce |
| ---------------- | ---------------- | ----------------- | ---------------- |
| Küllo Kõiv       | 7–2              | Ahmad Al-Aosta    | 3–1 PP           |
| O piąte miejsce  |                  |                   |                  |
| Hwang Chang-ho   | 0–0              | Arajik Geworkian  | 0–3 PO           |
| O brązowy medal  |                  |                   |                  |
| Zaza Zazirow     | 8–6              | Yosvany Sánchez   | 3–1 PP           |
| Finał            |                  |                   |                  |
| Wadim Bogijew    | 1–1              | Townsend Saunders | 3–1 PP           |